# Cornelius Vanderbilt
För andra betydelser, se Cornelius Vanderbilt (olika betydelser).
Cornelius Vanderbilt, född 27 maj 1794 på Staten Island i New York, död 4 januari 1877 på Manhattan i New York, kallades för "the Commodore" och var en amerikansk entreprenör samt affärsman som tjänade en stor förmögenhet på järnvägs- och sjötransporter. Efter att ha arbetat hos sin faders företag, började han arbeta sig till ledande positioner inom vattenhandeln och investerade i den snabbt växande järnvägsindustrin, vilket kom att förändra USA:s geografi.
Som en av de rikaste personerna i historien, anses han vara den inflytelserika industrifamiljen Vanderbilts stamfader. Cornelius gav även en miljon dollar som gåva till grundandet av Vanderbilt-universitetet i Nashville för att "läka" inbördeskrigets sår.